# 橫尾麻里
橫尾麻里（日语：／ Yokoo Mari，1952年2月21日—），日本女性配音員、旁白。出身於東京都。Sigma Seven所屬。身高168cm。O型血。

## 來歷
劇團Theatre Echo附屬聲優養成事務所畢業後，大多在海外影集的日語配音和動畫作品中演出。
以前經歷江崎Production、Production baobab（1997年4月起加入Sigma Seven）。

## 人物
直到2005年新版陣容煥然一新為止，她在《哆啦A夢》中擔任主角之一骨川小夫的媽媽的第2代配音長達13年。
說書方面拜鎌田彌惠為師。並在2002年至2011年間，參加同事務所所屬的槙大輔主宰的首席講座。同時在Sigma Seven附屬聲優培訓學校、讀賣日本電視文化中心大森分部、新浦安文化中心兼任講師全力栽培後進新人。並致力於「小說的閱讀與對話」做為終生事業持續進行公演。
興趣：滑雪、游泳。
飼養一隻吉娃娃犬，名字叫杏。

## 演出
粗體字表示主要角色。

### 電視動畫
1980年
- 原子小金剛 (1980年版)（歐薩姆）
- 太陽的使者 鐵人28號

1981年
- 救難小英雄Yattode（朱拉日比特、歐洛卡布、料理老師、小和尚、波洽子、寶石屋之妻、住民 等）

1982年
- 福星小子
- 逆轉一發人（日语：逆転イッパツマン）（畢科、吉姆、春坊的母親、萊泰、受理小姐、女性B、歐洛卡布 等）
- 銀河旋風突擊隊（賈桂琳）
- 戰鬥機甲薩芬格爾（艾露琪·嘉戈[11]）
- 野生的咆嘯（日语：野生のさけび）
- SPACE COBRA
- 忍者哈特利

1983年
- 頂尖超人（日语：イタダキマン）（母親、歐洛卡布）
- 貓眼三姐妹（1983年－1984年，藏元麗華、冒牌貓眼）
- 猿飛小忍者（日语：さすがの猿飛）（真紀）
- 聖戰士丹拜因（謬季·波[12]、潔麗露的母親[13]）

1984年
- 玻璃假面 (1984年版)
- 機甲界加里安（1984年－1985年，羅娜）
- 哆啦A夢 (大山羨代版)（1984年－2005年，赫伊的母親、骨川小夫的媽媽〈第2代〉 等）
- 雷射戰士（索菲亞）
- 夢戰士WING-MAN（日语：ウイングマン#テレビアニメ）（／水野麗）
- 名偵探福爾摩斯（瑪莉亞）

1985年
- 蒼藍流星SPT雷茲納（阿爾巴特羅·米爾·茱莉亞·飛鳥）
- 拜託了！薩米亞丼（日语：おねがい!サミアどん）
- 高校！奇面組（日语：ハイスクール!奇面組）（大場加代）

1986年
- 青春動畫全集（日语：青春アニメ全集）（莎莉）
- 相聚一刻

1987年
- 甜蜜公主（妖怪女王）
- 超能力魔美（1987年－1988年，勉的母親、靖子、主婦）
- 之後頓珍漢（日语：ついでにとんちんかん）（女刑警）
- 變形金剛：頭領戰士（女王）
- Bug甜心（日语：Bugってハニー）（帕托拉）
- 妙手小廚師（1987年－1989年，味吉法子[14]、風火輪[15]、亮子）

1988年
- 宇宙傳說尤利西斯31（日语：宇宙伝説ユリシーズ31）（希爾卡[16]）
- 小松君 (1988年版)（1988年－1989年，媽媽[17]、松野一松[17]、大嬸 等）
- 城市獵人（燿子）
- 貓咪也瘋狂

1989年
- 惡魔君（伊西斯）
- 昆蟲物語 孤兒哈奇 (重製版)（1989年－1990年，女王、亞沙梅）
- 森林大帝 (1989年版)（吉納夫人）
- 森林王子 少年毛克利（1989年－1990年，露莉）
- 亂馬½ 熱鬥篇（媽媽）
- 黑色推銷員

1990年
- 七海遊龍（旁白）

1991年
- 伙頭仔昆布（日语：OH!MYコンブ）（黃瓜）
- 魔法公主 明琪桃子 擁抱夢想（日语：魔法のプリンセス ミンキーモモ）（瑪琳娜沙的王妃）
- 意甲小旋風（日语：燃えろ!トップストライカー）（吉川光的伯母）

1992年
- 宇宙騎士騎格武士利刃（1992年－1993年，馮·李／騎格武士利刃[18]）
- 拇指公主（ゾビル）

1994年
- 機動武鬥傳G鋼彈（娜塔莎·薩比可夫[19]）
- 白雪公主的傳說（日语：白雪姫の伝説）（水晶）
- 超時空要塞7（艾莉絲·霍利締）
- 咕嚕咕嚕魔法陣 (1994年版)（1994年－1995年，旁白[20]）
- ReBoot (富士電視台版)（日语：リブート (アニメ)）

1995年
- 愛天使傳說（おまん魔）
- 淘氣小愛神（赫拉）
- 暖暖日記（花栗鼠君的母親）

1996年
- 機動新世紀鋼彈X（修拉·蘇）

1997年
- 金田一少年之事件簿（海津里美）
- 甜心戰士F（黑豹）

1999年
- 名探偵柯南（1999年－2005年，小松賴子、津曲紅生）

2000年
- 週刊故事樂園（日语：週刊ストーリーランド）（松本真理子）
- 咕嚕咕嚕魔法陣 心跳♡傳說（旁白[21]）

2001年
- 銀河五虎將 FRACTIONS OF THE EARTH（日语：ガイスターズ FRACTIONS OF THE EARTH）（伊納穆納·尤諾）
- 熱帶雨林的爆笑生活（貝爾）
- 第一神拳（2001年－2009年，山田直道的母親）2系列

2002年
- 七小花（家政科老師）
- 十二國記（高里要的母親）

2003年
- 星際少年隊 OTHERWISE（公共設施的園長）
- 獸兵衛忍風帖 龍寶玉篇（煉獄）
- Saint Beast 四聖獸 ～聖獸降臨篇～（母親）
- 偵探學園Q（一之瀨花代、朝倉光星）
- 戰爭程序員白瀨（白瀨美津子）
- FIRESTORM（日语：FIRESTORM (アニメ)）（露絲·米拉）
- 闇與帽子與書的旅人（乳母）

2004年
- R.O.D -THE TV-（小室凱薩琳）
- 阿嘉莎·克莉絲蒂的名偵探白羅與瑪波（波莉特）

2005年
- SPEED GRAPHER（小金井薰）
- 怪醫黑傑克（護理人員）
- 神奇寶貝超世代（サキエ）

2008年
- 蒼色騎士（貝爾加）

2009年
- 你好 安妮 ～Before Green Gables（艾美·卡萊爾〈艾美·湯普森〉）
- SKIP BEAT！華麗的挑戰（飯塚寬子、劇中連續劇《DARK MOON》的旁白）
- 吸血鬼HIPIRA（日语：ヒピラくん）（瑪蓮納）

2011年
- 天才黃金腦 ～神之謎（蘿拉）

2013年
- Aikatsu！偶像活動！（稻村郁代）
- 團地友夫（奶奶）

2014年
- 黑魔女學園（天天夫人）
- 風雲維新大將軍（阿富）
- SHIROBAKO（縱尾麻里）

2015年
- Go！Princess 光之美少女（座間菫）
- 食戟之靈（大御堂富美緒）
- 重裝武器（文美·櫻花）

2016年
- 食戟之靈 貳之皿（大御堂富美緒）
- 啟航吧！編舟計畫（松本千惠）

2017年
- 食戟之靈 餐之皿（大御堂富美緒）
- 泥鯨之子們在沙地上歌唱（拉夏）

2021年
- 暗夜第六感 2041（奧原晶子[22]）

2023年
- 躍動青春（老奶奶）

2024年
- 終末的火車前往何方？（水豚／和代）

2025年
- MIRU 我的未來（旁白[23]）

### 電影動畫
1982年
- 哥普拉 SPACE ADVENTURE

1983年
- 劇場版 戰鬥機甲薩芬格爾（艾露琪·嘉戈）

1987年
- 妖獸都市（蜘蛛女[24]）

1989年
- 小松君：來自西瓜星的問候贊斯！（媽媽）
- NEMO（日语：NEMO/ニモ）（母親）
- 五星物語The Movie（法蒂瑪·梅加耶拉、法蒂瑪·阿特洛玻絲）

1990年
- 聖劍風雲（日语：まんが家マリナ・シリーズ#映画）（朗）
- 「EIJI」（日语：「エイジ」）（赤木君枝）
- 劇場版 大耳鼠（場記）

1991年
- 劇場版 機動戰士鋼彈F91（莉亞麗·艾利博瑞）

1993年
- 銀河英雄傳説：新戰爭的序曲（瑪德蓮娜·馮·韋斯特帕里）

1996年
- 劇場版 咕嚕咕嚕魔法陣（旁白[25]）

2002年
- 銀河五虎將 FRACTIONS OF THE EARTH（日语：ガイスターズ FRACTIONS OF THE EARTH）（伊納穆納·尤諾）
- 帕盧姆之樹（達摩屋）
- 我出生的那一天（骨川小夫的媽媽）

2003年
- 哆啦A夢：大雄與不可思議的風使者（骨川小夫的媽媽[26]）

2020年
- 劇場版 SHIROBAKO（縱尾麻里[27]）

### OVA
1986年
- 風神戰士（日语：アウトランダーズ）（芭提亞）
- 蒼藍流星（阿爾巴特羅·米爾・茱莉亞·飛鳥）
- 機甲界 大地之章（羅娜）

1987年
- 新乳霜檸檬 PART1 森山塔嘉賓特集 第五小時的金星（入野田苑子）
- 真魔神傳 Battle Royal High School（日语：魔神伝）（邪惡妖精之長）
- 數位惡魔物語 女神轉生（小原）
- （秋元老師）

1988年
- 蘋果核戰（立法院之女）
- 孔雀王（彌美）
- 神州魑魅變（日语：神州魑魅変）（瑠璃蝶）
- 特搜戰車隊DOMINION（日语：ドミニオン (漫画)）（市長）
- （平吉的母親）
- New Story of Aura Battler DUNBINE（謬季·波）
- 妖精王（日语：妖精王）（美露莘）

1989年
- 青炎（日语：青き炎 (漫画)）（內藤文江）
- 紅牙 Blue Sonnet（日语：紅い牙）（袖木）
- 銀河英雄傳說（瑪德蓮娜·馮·韋斯特帕里）

1990年
- 小松君 大板牙一人在風中（媽媽）
- YJ版檸檬天使（日语：レモンエンジェル (漫画)）（高橋）

1991年
- 一本包丁滿太郎（日语：一本包丁満太郎）（風味香代）
- （般若）
- 星屑樂園（日语：星くずパラダイス）（結城靜香）
- 有閑俱樂部 狗貓完整HOW麻吉（劍菱百合子）

1992年
- 伊蘇（日语：イース (OVA)）（巴諾亞）
- OZ（日语：OZ (樹なつみの漫画)）（1021）
- 銀之男（靜子）
- 綠色傳奇亂（日语：グリーンレジェンド乱）（伊恩）
- 世界之光 親鸞聖人（日语：世界の光 親鸞聖人）（玉日公主、女性）
- 英雄傳說 王子復仇記（菲莉西亞）
- 有閑俱樂部2 來自香港的愛（劍菱百合子）

1993年
- KO世紀三獸士II（蓋亞）

1994年
- 湘南純愛組！（由紀）

1998年
- 銀河英雄傳說外傳 千億之星、千億之光（瑪德蓮娜·馮·韋斯特帕里）
- 聖少女艦隊Virgin Fleet（日语：聖少女艦隊バージンフリート）（藤原初見）

2000年
- 銀河英雄傳說外傳 決鬥者（瑪德蓮娜·馮·韋斯特帕里）

2003年
- 熱帶雨林的爆笑生活 FINAL（貝爾）

### 遊戲
1991年
- 電腦都市OEDO808 獸之屬性（日语：電脳都市OEDO808#ゲーム）（來栖魔矢、酒場的媽媽桑、酒場女性）

1993年
- VainDream（日语：ヴェインドリーム）（女神艾爾）

1996年
- 新超級機器人大戰（日语：新スーパーロボット大戦）（阿爾巴特羅·米爾・茱莉亞·飛鳥）
- 魔女賭場（日语：ホーンテッドカジノ）（朱平·金蒂娜）

1997年
- 超級機器人大戰F（1997年－1998年，謬季·波）2作品[注 1]

1998年
- EVE The Lost One（日语：EVE The Lost One）（露卡）
- 這是飛船呦（日语：ボカンですよ）（歐洛卡布）

1999年
- 聖少女艦隊Virgin Fleet（日语：聖少女艦隊バージンフリート）（藤原初見）

2000年
- EVE ZERO（日语：EVE ZERO）（大山遙）
- 日昇英雄譚R（日语：サンライズ英雄譚）（謬季·波、艾露琪·嘉戈）
- 超級機器人大戰α（謬季·波）
- 波波羅古洛伊斯物語II（邁拉）

2001年
- 日昇英雄譚2（日语：サンライズ英雄譚）（謬季·波、艾露琪·嘉戈）
- 超級機器人大戰α外傳（艾露琪·嘉戈）
- 飛船GoGoGo（日语：ボカンGoGoGo）（歐洛卡布）

2002年
- 超級機器人大戰IMPACT（日语：スーパーロボット大戦IMPACT）（謬季·波）

2003年
- SUNRISE WORLD WAR From機甲英雄譚（日语：SUNRISE WORLD WAR Fromサンライズ英雄譚）（謬季·波、艾露琪·嘉戈）

2004年
- 開槽機UP核心3 好的一擊！交給多龍芝吧（日语：ヤッターマン只今参上#ドロンジョにおまかせ）（歐洛卡布）

2005年
- 波波羅克洛伊斯物語 皮耶特羅王子的冒險（日语：ポポロクロイス物語 ピエトロ王子の冒険）（邁拉）

2006年
- 機動戰士鋼彈 CLIMAX U.C.（莉亞麗·艾利博瑞）
- 新鬼武者 DAWN OF DREAMS（淀君、歐菲莉亞）
- 日昇英雄譚3（日语：サンライズ英雄譚）（謬季·波、艾露琪·嘉戈）

2007年
- SD鋼彈 G世代 SPIRITS（2007年－2012年，莉亞麗·艾利博瑞）3作品[注 2]
- 超級機器人大戰Scramble Commander the 2nd（日语：スーパーロボット大戦Scramble Commander the 2nd）（謬季·波）

2008年
- 超級機器人大戰Z（艾露琪·嘉戈）

2010年
- 鋼彈突擊求生戰（日语：ガンダムアサルトサヴァイブ）（莉亞麗·艾利博瑞）
- 尼爾 人工生命（凱寧的奶奶）

2011年
- 第2次超級機器人大戰Z 破界篇／再世篇（2011年－2012年，艾露琪·嘉戈）2作品

2015年
- 超級機器人大戰BX（謬季·波）

2016年
- 緋夜傳奇（塔芭莎·巴斯加韋爾）

2021年
- 超級機器人大戰DD（2021年－2022年，謬季·波、阿爾巴特羅·米爾・茱莉亞·飛鳥）

### 廣播劇CD
- 大人與小孩的境界線（母親）
- 大人的問題（杉山由美子）
- [注 3]
- 迷惘的男人（山崎光子）
- 最後的暑假（大野老師）
- 熱帶雨林的爆笑生活 廣播劇CD（貝爾）
- 少年進化論 羊的歌（一砂的祖母）
- 新鬼武者 ～故事的開始～（淀君）
- Strawberry Decadence（尾花澤伊楚子）
- scandal系列（日语：スキャンダルシリーズ）（深森染香）
- 四聖獸（トキ）
- Double Call（塔馬的母親）
- 怪盜千面人 廣播劇CD（媽媽B）
- 完美的藍（植田涼子）
- 擁抱春天的羅曼史（日语：春を抱いていた）（洵也的母親）
- BLIND GAME（梧桐束）
- 咕嚕咕嚕魔法陣系列（旁白）
  - 咕嚕咕嚕魔法陣 廣播劇CD ～大迷惑！熱血妖精的報恩～
  - 咕嚕咕嚕魔法陣 廣播劇CD ～把水晶球拿回來！ 這是黑暗中的大陰謀!!～
  - 咕嚕咕嚕魔法陣 ～低調村的祭典～
- Lomi Lomi系列 請成為我的所有物（力的母親）

### 外語配音

#### 演員
雷斯萊·伊斯特布魯克
- 警察學校系列（黛比·卡拉漢）
  - 警察學校2：初露锋芒（英语：Police Academy 2: Their First Assignment） ※富士電視台版[注 4]。
  - 警察學校3：初為人師（英语：Police Academy 3: Back in Training） ※TBS版[注 4]。
  - 警察學校4：全民警察（英语：Police Academy 4: Citizens on Patrol） ※TBS版[注 4]。
  - 警察學校5：邁阿密之旅（英语：Police Academy 5: Assignment Miami Beach） ※TBS版。
  - 警察學校6：解救圍城（英语：Police Academy 6: City Under Siege） ※TBS版。
  - 警察學校7：進軍莫斯科（英语：Police Academy: Mission to Moscow） ※東京電視台版。

#### 電影
- 48小時（麗莎）※日本電視台舊錄製版。
- 致命喚醒（馬丁·奎勒〈格溫妮絲·沃爾什（英语：Gwynyth Walsh）〉）
- 反對之聲（英语：A Chorus of Disapproval (film)）（費伊·哈伯德）
- 熱血高手（德洛雷斯·傑克遜〈潘·葛瑞兒〉）※TBS版。
- 阿瑪柯德（沃爾皮納）
- 大蟒蛇：神出鬼沒（泰莉·勞瑞〈珍妮弗·洛佩兹〉）※VHS、DVD版。
- 清秀佳人3（英语：Anne of Green Gables: The Continuing Story）（艾爾西·詹姆斯）※影碟版。
- 安妮·霍爾（羅賓〈珍娜·瑪格琳（英语：Janet Margolin）〉）※TBS版[注 4]。
- 回到未來II ※朝日電視台版。
- 女生驚魂記（英语：Black Christmas (1974 film)）（珍）※富士電視台版。
- 銀翼殺手（左拉·莎樂美〈喬安娜·卡西迪〉）※TBS版。
- 豹妹（露西）※富士電視台版。
- 第三類接觸 ※朝日電視台舊錄製版。
- 魔繭（英语：Cocoon (film)）（凱蒂〈塔尼·韋爾奇（英语：Tahnee Welch）〉）※朝日電視台版。
- 魔繭續集（英语：Cocoon: The Return）（凱蒂〈塔尼·韋爾奇〉）※朝日電視台版。
- 真愛大逃亡（英语：Deadly Circuit）（所長〈珍妮芙·庇芝〉）※東京電視台版[注 5]。
- 亡命賽車2000（“野人”瑪蒂爾達〈羅貝塔·科林斯（英语：Roberta Collins）〉）
- 猛龍怪客5：死神現身（唐）
- 神秘約會（萊斯利·格拉斯〈蘿莉·麥凱佛〉）
- 終極警探（蓋爾·沃倫斯〈瑪麗·艾倫·特雷納（英语：Mary Ellen Trainor）〉）※朝日電視台版。
- 桃色機密（蘇珊·亨德勒〈卡羅琳·古德爾（英语：Caroline Goodall）〉）※VHS版。
- 瘋丫頭瑪笛根（英语：Du är inte klok, Madicken）（媽媽）
- 急凍原始人（英语：Encino Man）（戴夫的母親〈瑪麗埃特·哈特利〉）
- 死亡召喚者（英语：Evilspeak）（弗里德邁耶小姐〈林恩·漢考克〉）
- 再見國王（英语：Farewell to the King）（薇薇安）
- 閃舞（英语：Flashdance）（凱蒂·赫爾利〈貝琳達·鮑兒（英语：Belinda Bauer (actress)）〉）
- 小迷糊闖七關（英语：Foul Play (1978 film)） ※朝日電視台版。
- 十三號星期五2（英语：Friday the 13th Part 2）（特里、絲吉的母親）※日本電視台版。
- 女狼傳奇（帕梅拉〈咪咪·羅傑斯〉）
- 亂世佳人（貝爾·沃特林〈歐娜·蒙森（英语：Ona Munson）〉）※JAL機內上映版。
- 月光光心慌慌2（吉爾·佛朗哥護士〈托尼·莫耶〉）※日本電視台版[注 5]。
- 漢娜姊妹（艾普爾〈嘉莉·費雪〉）※朝日電視台版[注 6]。
- 冰峰搶險隊（英语：High Ice (film)）（莉茲、佩吉）
- 我是傳奇（電視主持人〈艾普爾·葛莉絲〉、女主播〈凱蒂·庫瑞克〉）※朝日電視台版。
- 笑看人心（英语：I Heart Huckabees）（卡特琳·沃班〈伊莎貝·雨蓓〉）
- 愛瑪姑娘（英语：Irma la Douce）（奇奇〈葛瑞絲·李·惠特妮（英语：Grace Lee Whitney）〉）※TBS版。
- 007系列
  - 007：殺人執照（莫妮彭妮小姐（英语：Miss Moneypenny）〈卡羅琳·布利斯（英语：Caroline Bliss）〉）※TBS版。
  - 007：生死關頭（店員）※TBS舊錄製版／（美女）※TBS新錄製版。
  - 007：太空城（商務噴射機空姐〈莉拉·席娜（英语：Leila Shenna）〉）※TBS版。
  - 007：黎明生機（魯巴維奇〈維吉尼亞·海伊（英语：Virginia Hey）〉）※TBS版。
  - 007：海底城（圓木小屋的女性）※TBS新錄製版。
- 大白鯊3
- 沉睡不醒的警察（英语：Let Sleeping Cops Lie）（珍妮佛〈羅克珊·古爾德〉）※東京電視台版。
- 崩裂的地球（英语：Lifeforce (film)） ※朝日電視台舊錄製版。
- 愛情與子彈（英语：Love and Bullets (1979 film)）
- 犬父虎子（英语：Man of the House (1995 film)）（桑迪·阿切爾〈花拉·科茜〉）
- 曼哈頓（瑪麗·威爾基〈黛安·基頓〉）
- 閻王信差（英语：Messenger of Death）（特魯迪·派克〈潘妮·佩伊瑟（英语：Penny Peyser）〉）※朝日電視台版。
- 幕後情人（英语：Mistress (1992 film)）（帕特里夏·萊利〈珍·史瑪特〉）
- 地獄旅館（伊迪絲·奧爾森〈伊萊恩·喬伊斯（英语：Elaine Joyce）〉）
- 暴力先鋒（英语：Murphy's Law (film)）（簡·墨菲〈安潔兒·湯普金斯（英语：Angel Tompkins）〉）
- 反暴特勤組（莎卡·荷蘭／莎卡·卡普〈波西斯·坎巴塔（英语：Persis Khambatta）〉）※富士電視台版。
- 努基（英语：Nukie）（芭芭拉·萊茵斯頓博士）
- 浪漫一生又何妨（英语：Once Around）（雷娜塔·貝拉〈荷莉·亨特〉）
- 巡弋悍將（諾曼的母親）※影碟版。
- 佩吉·休出嫁（麥迪·納格爾〈瓊·愛倫〉）
- 佩瑞·梅森（英语：Perry Mason (TV movies)）（瑪麗安·克萊曼）
- 驚爆點 ※日本電視台版。
- 衝擊點（日语：ボディーハード）（伊娃〈芭芭拉·卡雷拉（英语：Barbara Carrera）〉）
- 金牌警校軍續集（英语：Police Academy 2: Their First Assignment）（凱瑟琳·柯克蘭〈歌蓮·簡（英语：Colleen Camp）〉）※富士電視台版[注 4]。
- 金牌警校軍4（英语：Police Academy 4: Citizens on Patrol）（凱瑟琳·柯克蘭＝塔克伯里太太〈歌蓮·簡〉）※TBS版[注 4]。
- 狂暴阿嬤（英语：Rabid Grannies）（絲吉）
- 威威闊少爺之聖誕願望（英语：Richie Rich's Christmas Wish）（雷吉娜·李奇〈萊斯莉·安·沃倫〉）
- 保送入學（薇琪〈莎拉·達斯（英语：Shera Danese）〉）
- Ritiro Collegiale Midnight Blue（西爾維婭）
- 機器戰警（泰勒）※朝日電視台版。
- 機器戰警3（英语：RoboCop 3） ※VHS、DVD版。
- 洛基2（瑪麗·安·克里德）
- 洛基4（瑪麗·安·克里德）※TBS版。
- 週末夜狂熱 ※朝日電視台版。
- 激情劊子手（英语：Sea of Love (film)）（強勢女性）※朝日電視台版。
- 七對佳偶（英语：Seven Brides for Seven Brothers）（莎拉·金〈貝蒂·卡爾〉）※NHK BS1版。
- 天兆（特蕾西·阿伯納西〈梅里特·韋弗〉）※富士電視台版。
- 星艦迷航記III：石破天驚（妮歐塔·烏瑚拉中校〈妮雪兒·尼柯斯〉）
- 星塵往事（多莉〈夏綠蒂·蘭普琳〉）
- 鋼胆七雄（英语：Steel (1979 film)）（女士〈珍妮特·哈德蘭〉）
- 超人III ※朝日電視台版。
- 誰來陪我過聖誕（克里斯汀·瓦爾科〈凱薩琳·奧哈拉〉）
- 飛越東柏林（英语：Target (1985 film)）（卡拉〈伊洛娜·葛魯貝爾（德语：Ilona Grübel）〉）
- 摩天悍將（英语：Terminal Velocity (film)）（記者）※朝日電視台版。
- 黛絲姑娘（慈悲·聖歌〈艾莉兒·唐貝索（英语：Arielle Dombasle）〉）
- 外星人入侵（英语：The Arrival）（伊拉娜·格林〈林賽·克洛斯（英语：Lindsay Crouse）〉）※VHS版。
- 牡丹花下（朵麗絲〈黛琳·卡爾（英语：Darleen Carr）〉）※東京電視台版。
- 紐約大怪談（英语：The Believers） ※朝日電視台版。
- 屠夫的靈媒嬌妻（英语：The Butcher's Wife）（趨勢體〈黛安·沙林傑（英语：Diane Salinger）〉）
- 候選人（英语：The Candidate (1972 film)）
- 棉花俱樂部（莉拉·羅斯·奧利弗〈隆內特·麥基（英语：Lonette McKee）〉）※TBS版。
- 浩劫後（英语：The Day After） ※朝日電視台版。
- 叛國少年（英语：The Falcon and the Snowman） ※朝日電視台版。
- 七寶奇謀（艾琳·沃爾什〈瑪麗·艾倫·特雷納〉）※影碟版與TBS版全部。
- 大亨小傳（約旦·貝克〈洛伊絲·奇利斯（英语：Lois Chiles）〉）※TBS版。
- 危險機密（英语：The Juror）（朱麗葉〈安·海契〉）※影碟版。
- 星際戰士（英语：The Last Starfighter）（簡·羅根〈芭芭拉·柏森（英语：Barbara Bosson）〉）
- 終極刺殺（英语：The Last Witness (1999 film)）（辛西婭·柯克曼〈羅倫·赫頓〉）
- 週末大行動（英语：The Osterman Weekend）（弗吉尼亞·特里梅恩〈海倫·薛佛（英语：Helen Shaver）〉）
- 魔鬼阿諾 ※朝日電視台版。
- 穿越陰陽路（英语：The Serpent and the Rainbow (film)）（黛博拉·卡西迪〈戴伊·揚（英语：Dey Young）〉）
- 複仇者（英语：The Vindicator (film)）（勞倫·雷曼〈泰芮·奧斯汀（英语：Teri Austin）〉）※東京電視台版。
- 巫婆（英语：The Witches (1990 film)）（布魯諾·詹金斯的母親〈布蘭達·布蕾辛〉）
- 黑色手銬（英语：Tightrope (film)） ※富士電視台版。
- 紅唇血案（英语：Traces of Red）（阿曼達）
- 出軌（莎莉〈瑪格麗特·柯林〉）※影碟版。
- 華爾街（凱薩琳·蓋柯〈肖恩·楊〉）※朝日電視台版。
- 戰爭遊戲（帕特·希利〈朱安寧·克萊（英语：Juanin Clay）〉）※TBS版。
- 威探闖通關（德洛麗思〈喬安娜·卡西迪〉）
- 核能浩劫後
- 證人（約翰·博克的姊姊／伊萊恩〈帕蒂·盧波內〉）※朝日電視台版。
- 臉紅心跳（英语：Zapped!）（科林·厄普代克〈希拉蕊·碧恩〉）

#### 電視影集
- 飛狼（瑪瑞拉〈黛博拉·普拉特（英语：Deborah Pratt）〉）
- 驚異傳奇 (第1季)（英语：Amazing Stories (1985 TV series)）（哈羅德的妻子）
- 藍色霹靂號（英语：Blue Thunder (TV series)）（J·J·道格拉斯）
- 海濱帝國（朱內特夫人）
- 神探可倫坡 (第10季)（六月·克拉克、珍妮佛·錢伯斯）
- CSI犯罪現場：邁阿密 (第10季)（薇娜·納瓦羅〈拉寇兒·薇芝〉）
- 幽浮檔案（英语：Dark Skies）（茱麗葉·史都華〈潔麗·雷恩〉）
- 慾望師奶 (第5季)（琳達·弗拉納根）
- 恐龍家族（英语：Dinosaurs (TV series)）（莫妮卡）
- 異世奇人
- 荒野女醫情（英语：Dr. Quinn, Medicine Woman）（瑪喬麗·奎因〈艾莉·米爾斯（英语：Alley Mills）〉）[注 7]
- 仙境傳說劇院（英语：Faerie Tale Theatre）（主持人〈謝莉·杜瓦爾〉）※VHS版。
- 親情紐帶 (第3季)（凱倫·尼科爾森〈吉娜·戴維斯〉）
- 慧童與海豚 (第1季)（英语：Flipper (1995 TV series)）（卡羅琳·萊利）、尼娜·薩克特）
- 歡樂一家親 (第1季)（帕特里斯〈凱斯琳·努恩（英语：Kathleen Noone）〉）
- 歡樂滿屋（朱莉、瓊妮）
- 黃金年代（英语：Golden Years (miniseries)）（特里·斯潘〈費利西蒂·赫夫曼〉）
- 歡樂家庭（醫生）
- 步步驚心（英语：Hammer House of Horror）（蘇珊的母親〈莎拉·凱勒〉、記者〈安娜·佩里〉、史黛菈）
- 希爾街藍調（英语：Hill Street Blues）（費·費里洛〈芭芭拉·柏森（英语：Barbara Bosson）〉）
- 靈異魔咒 ※NHK-BS2版。
- 霹靂遊俠
  - 第1季（卡羅爾·雷斯頓〈瑪麗·瑪格麗特·哈姆斯〉）
  - 第2季（麗塔威爾科克斯〈肖恩·索斯維克〉）
  - 第3季（丹妮絲〈塔夫·奧康奈爾（英语：Taaffe O'Connell）〉）
- 警網鐵金剛（英语：Kojak）
- 拉文與雪莉 (第2季)（英语：Laverne & Shirley）（黛博拉·李）
- 夏威夷神探 (第2季)（凱西）
- 流星花園（道明寺楓）
- 邁阿密風雲
  - 第2季（史東太太）
  - 第3季（蘿拉、費利西亞、艾麗西亞·奧斯汀）
  - 第4季（安吉麗卡·佩森）
- 異類現形 (第1季)（英语：Monsters (American TV series)）（德西蕾）
- 推理女神探（英语：Murder, She Wrote）（伊琳娜、琳達、芭芭拉）
- 賭城浪子（英语：Palace Guard）（克里斯蒂·庫珀〈馬西·沃克（英语：Marcy Walker）〉）
- 佩瑞·梅森（英语：Perry Mason (TV film series)）（瑪麗安·克萊曼）
- 頭號嫌疑犯6（凱瑟琳·庫珀）
- 荒野真情（英语：The Professionals (TV series)）
- 龍鳳妙探 (第4季)（英语：Remington Steele）（娜塔莉修女）
- 歇洛克·福爾摩斯：住院病人（諾拉）
- 大榔頭（第1季：約旦太太、第2季：馬洛維亞·拉戈夫斯基）
- 外太空1999年（英语：Space: 1999）
- 空間之旅（英语：Spellbinder (TV series)）（瑪蘭）
- 天龍特攻隊
  - 第2季（夏洛特·布朗伍長、里德醫生、紅色法拉利女人）
  - 第3季（金洁）
  - 第4季（卡拉·辛格、克里斯蒂娜、麗貝卡·派珀）
  - 第5季（卡拉〈茱蒂絲·萊德福德〉、吉娜·卡奇納）
- 說書人（英语：The StoryTeller (TV series)）（說書人的妻子〈布蘭達·布蕾辛〉）
- 原野飆龍（英语：The Young Riders）（莎拉）
- 雙峰（伊芙琳·馬什）
- 勝利大決戰（黛安娜〈珍·包德勒（英语：Jane Badler）〉）※影碟版。

#### 動畫
- 蝙蝠俠
- 美女與野獸系列
  - 美女與野獸（掃把、憧憬加斯頓的三位姑娘）
  - 美女與野獸：貝兒的心願（掃把）
  - 美女與野獸：貝兒的奇幻世界（掃把）
- 蜘蛛人（貝蒂·布蘭特）※東京電視台版。
- 超人特攻隊

### 廣播劇
- 北方謙三 水滸傳（日语：水滸伝 (北方謙三)）（KBC電台）－旁白
- TBS廣播 EB☆RADI 夜晚的連續智能手機小說（日语：エブ★ラジ 夜の連続スマホ小説）「Love Diet」[28]

### 影片漫畫
- UULA（日语：UULA） 源氏物語（2013年，弘徽殿下）

### 旁白
- 美麗的巨人們（日语：美の巨人たち）
- 日立 發現世界不可思議的地方！（日语：日立 世界・ふしぎ発見!）
- 奇蹟的聽眾（日语：奇跡のレッスン）

### 電視節目
- （日本電視台）－時事評論員、旁白
- News JAPAN（富士電視台）－旁白
- （2008年10月4日－，BS朝日）－旁白
- 列島異變2008（朝日電視台）－旁白
- Super J Channel（日语：スーパーJチャンネル）（朝日電視台）－旁白
- 達人搜尋中（日语：元気家族テレビ となりのマエストロ）（每日放送）－旁白
- 讓我們看看日本的天空（日语：空から日本を見てみよう）（東京電視台）－旁白
- 御機嫌歌謠笑劇團（日语：ごきげん歌謡笑劇団）（NHK，2012年－2015年）－旁白
- 地球戲劇性（日语：地球ドラマチック）（NHK教育）－聲音出演
  - 『希拉克萊奧 沉入大海的古代埃及城市』
  - 『古羅馬 羅馬競技場的秘密』
- 微笑洋樂展（日语：笑う洋楽展）（2014年4月5日－，NHK BS Premium）－旁白
- 30小女人 無修正（日语：アラサーちゃん#テレビドラマ）（2014年7月26日－10月11日，東京電視台）－旁白
- NHK BS Premium『蒙提·派森 復出演唱會！（日语：モンティ・パイソン 復活ライブ!）』－節目宣傳旁白

#### 廣告
- 日本亞洲航空（1986年）－旁白
- 山茶花鑽石（日语：三貴）（1993年）－旁白
- Sigma Seven 聲優培訓學校－電台廣告旁白

### 其它
- 戶田葬祭場（日语：戸田葬祭場） HP音頻指南旁白

## 腳註

## 外部連結
- 橫尾麻里｜Sigma Seven （日語）